# Dynastie Paramara

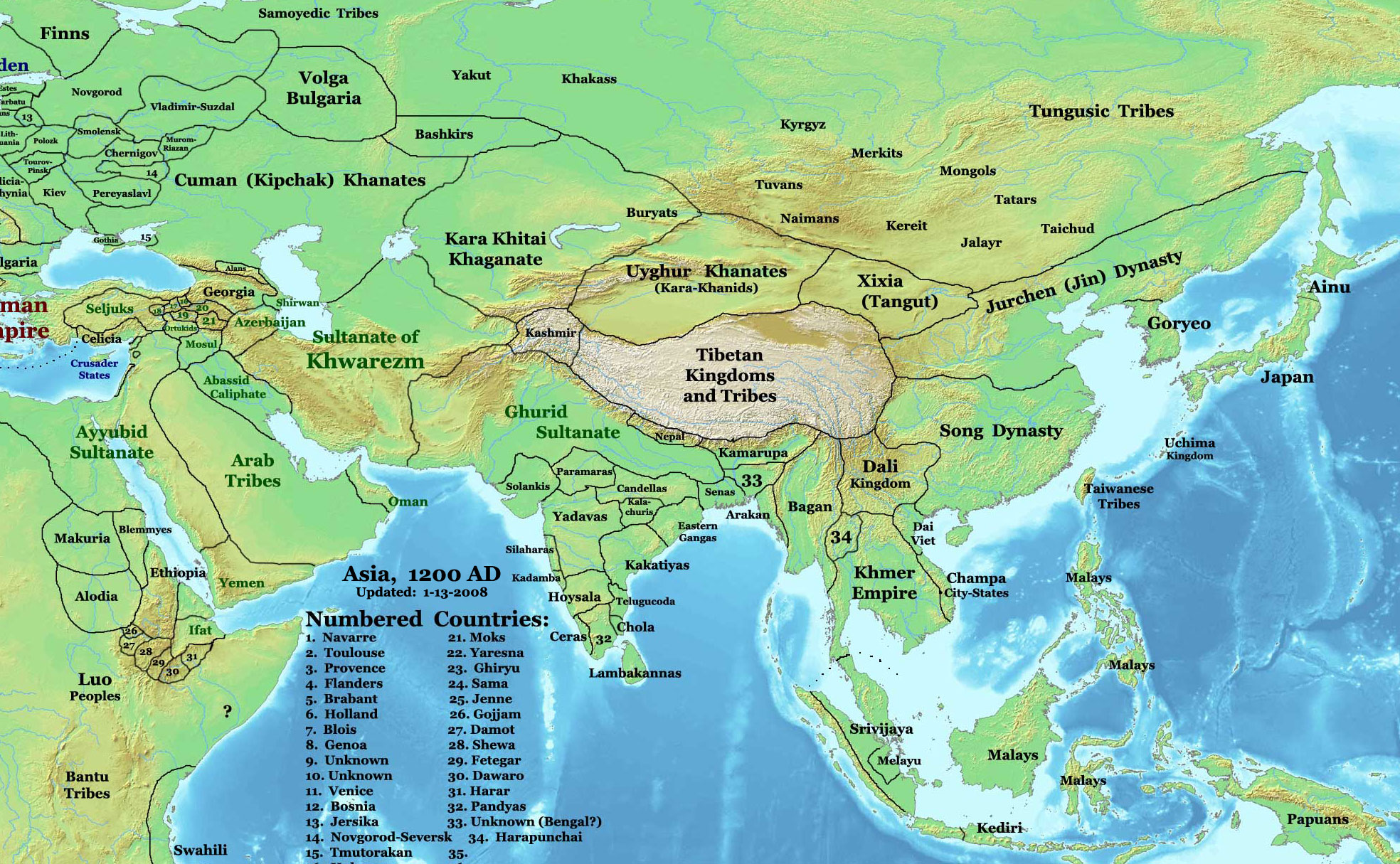
Carte de l'Asie en l'an 1200. Le royaume des Paramaras se trouve près du centre de la carte.

La dynastie Paramara (AIST: Paramāra) est une dynastie qui a régné sur le Malwa dans le centre-ouest de l'Inde entre le IXe siècle et le XIVe siècle de notre ère. La littérature bardique médiévale la classe dans le clan râjpoute des Agnivanshi.
La dynastie Paramara s'est établie au IXe siècle ou Xe siècle. Les premières inscriptions des Paramara subsistant aujourd'hui ont été retrouvées dans le Gujarat. Écrites au Xe siècle sous le règne de Siyaka, elles laissent penser que ce souverain était alors vassal des Rashtrakutas de la ville de Manyakheta. Vers 972, Siyaka aurait saccagé Manyakheta, affirmant la souveraineté des Paramaras. Lors du règne de son successeur Munja, le Malwa, situé dans l'actuel Madhya Pradesh, était devenu le territoire central des Paramara, Dhara (aujourd'hui Dhar) en étant la capitale. La dynastie a atteint son apogée sous le règne du neveu de Munja, Bhoja, dont le royaume s'étendait de Chittor au nord à Konkan au sud, et de la rivière Sabarmati à l'ouest à Vidisha à l'est.
La puissance des Paramaras a fluctué au cours des siècles en raison de leurs luttes avec les Chalukyas du Gujarat, les Chalukyas de Kasbi, le Kalachuris de Tripuri et d'autres royaumes voisins. Les derniers dirigeants paramaras ont dû déplacer leur capitale à Mandapa-Durga (aujourd'hui Mândû) après que Dhara a été pillée à plusieurs reprises par leurs ennemis. Mahalakadeva, le dernier roi paramara, fut vaincu et tué par l'armée de Alâ ud-Dîn Khaljî en 1305. Des inscriptions suggèrent cependant que les Paramaras continuèrent de régner quelques années après sa mort.
Le Malwa jouissait d'un grand prestige politique et culturel sous le règne des Paramaras. Ceux-ci étaient connus pour leur mécénat des poètes et des savants sanskrits et le roi Bhoja était lui-même célèbre pour son érudition. La plupart des rois paramaras étaient Shivaïtes et ont fait construire des temples en l'honneur de Shiva.

## Histoire

### Origine
Les plaques de cuivre de Harsola (949 ap. J.C.), commandées par le roi paramara Siyaka II, indiquent que les premiers souverains de la dynastie Paramara étaient des vassaux des Rashtrakutas de Manyakheta. Les inscriptions mentionnent un roi qui s'appelait Akalavarsha (que l'on pense être le roi Rashtrakuta Krishna III), suivie de l'expression tasmin kule ("dans cette famille"), suivie du nom de "Vappairaja" (que l'on pense être le roi Vakpati I des Paramaras).
En se basant sur les inscriptions de Harsola, certains historiens comme D. C. Ganguly ont émis l'hypothèse que les Paramaras étaient les descendants des Rashtrakutas. Ganguly s'est également basé sur l'Ain-i-Akbari, dont la variation du mythe Agnikula indique que le fondateur du royaume Paramara est arrivé au Malwa depuis le Deccan, contrôlé par les Rashtrakutas. De plus, Munja (Vakpati II), le successeur de Siyaka, se faisait appeler "Amoghavarsha", "Sri-vallabha" ou encore "Prithvi-vallabha", qui sont des titres typiquement utilisés par les Rashtrakutas.
Plusieurs historiens ont critiqué cette théorie. Dasharatha Sharma remarque que les origines des Panamara n'ont été mentionnées par le mythe Agnikula qu'à partir du règne de Sindhuraja, fils de Siyaka. Sharma avance que les origines Rashtrakuta des Paramaras n'aurait pas pu être oubliées en une génération. K.C Jain pense que seule la mère de "Vappairaja" aurait été apparentée aux Rashtrakutas, les archives des Paramaras ne mentionnant aucune autre filiation aux Rashtrakutas. Les rois précédant Munja n’utilisaient pas les titres des souverains Rashtrakutas ; il est possible que Munja les ait adoptés pour fêter sa victoire sur les Rashtrakutas et pour renforcer sa légitimité sur les territoires nouvellement conquis.
Les derniers rois paramaras revendiquaient leur appartenance au clan Agnikula (aussi connu comme le clan Agnivansha, ou "clan du feu"). Le mythe Agnikula, qui apparaît dans plusieurs de leurs inscriptions et œuvres littéraires, se présente ainsi : le sage Vishvamitra vola une vache qui exauçait des vœux au sage Vashistha sur la montagne Arbuda (mont Abu). Vashistha fit alors apparaître un héros d'une fosse à feu sacrificielle (agni-kunda) qui vainquit les ennemis de Vashistha et ramena la vache. Vashistha donna ensuite au héros le titre de Paramara ("tueur d'ennemis"). La plus ancienne source à mentionner cette histoire est le Nava-sahasanka-charita du poète Padmagupta Parimala, qui vécut sous le règne du roi paramara Sindhuraja (vers 997-1010). La légende n'est pas mentionnée avant dans la littérature de la dynastie Paramara. À cette époque, toutes les dynasties voisines revendiquaient une origine divine ou héroïque, ce qui aurait pu motiver les Paramaras à inventer une légende qui leur était propre.
Certains historiens, comme Dasharatha Sharma ou Pratipal Bhatia, soutiennent que les Paramaras étaient à l'origine des brahmanes du gotra Vashistha. Cette théorie est basée sur le fait que Halayudha, qui était patronné par Munja, décrit le roi dans Pingala-Sutra-Vritti comme un "Brahma-Kshtra". Selon Bhatia, cette expression signifie que Munja vient d'une famille de brahmanes devenus kshatriyas. De plus, une inscription du temple de Patanarayana indique que les Paramaras étaient du gotra Vashistha, un clan brahmane qui descendrait du sage Vashistha.
D. C. Sircar suppose que la dynastie descend des Malavas. Cependant, il n'y a aucune preuve que les premiers chefs paramaras s'appelaient Malavas ; les Paramaras n'ont commencé à s'appeler Malavas qu'après avoir commencé à gouverner le Malwa.

### Montée en puissance

#### Siyaka
Le premier souverain indépendant de la dynastie Paramara est Siyaka (parfois appelé Siyaka II pour le distinguer du Siyaka mentionné dans l'Udaipur Prashasti, considéré comme fictif par certains historiens). Les plaques de cuivre de Harsola (949 ap. J.-C.) suggèrent que Siyaka était au début de son règne un vassal de Krishna III des Rashtrakutas. Cependant, ces plaques indiquent que Siyaka utilisait le titre prestigieux de “Maharajadhirajapati”, ce qui laisse K. N. Seth penser que la vassalité de Siyaka n’était que symbolique.
De par sa situation de vassal, Siyaka a dû participer aux campagnes des Rashtrakutas contre les Pratiharas. Il a également vaincu des chefs Huna qui régnaient au nord du Malwa. Il a peut-être subi des revers contre le roi Yachovarman des Chandelas. Après la mort de Krishna III, Siyaka bat son successeur Khottiga dans une bataille livrée sur les rives du fleuve Narmada. Il chasse alors l'armée de Khottiga vers Manyakheta, la capitale des Rashtrakutas, et saccage la ville en 972. Sa victoire a finalement mené au déclin des Rashtrakutas et à la souveraineté des Paramaras sur le Malwa.

#### Munja
Munja, le successeur de Siyaka, remporte des victoires militaires contre les Chahamanas de Shakambari, les Chahamanas de Naddula, les Guhilas de Mewar, les Hunas, les Kalachuris de Tripuri et un souverain de la région de Gurjara (peut-être un chef Gujarat Chaulukya ou Pratihara). Il remporte également quelques victoires contre le roi Tailapa II des Chalukya occidentaux, mais est finalement vaincu et tué par Tailapa entre 994 et 998. Suite de cette défaite, les Paramaras perdent leurs territoires méridionaux (peut-être ceux situés au-delà du fleuve Narmada) au profit des Chalukyas.
Le frère de Munja, Sindhuraja (règne vers 990) défait le roi Satyashraya des Chalukya occidentaux et récupère les territoires perdus que Tailapa II avait capturé. Il obtient également des victoires militaires contre un chef Huna, le Somavanshi du sud du Kosala, le Shilaharas de Konkana et le souverain de Lata (situé au sud du Gujarat). Son poète de cour Padmagupta lui attribue d’autres victoires, mais celles-ci semblent être des exagérations poétiques.

#### Bhoja
Le fils de Sindhuraja, Bhoja, est le plus célèbre souverain de la dynastie Paramara. Il tente à plusieurs reprises d’étendre le royaume Paramara avec des résultats variables. Vers 1018, il bat les Chalukyas de Lata. Entre 1018 et 1020, il prend le contrôle du nord du Konkan. Bhoja forme une alliance avec Rajendra Chola et Gangeya-deva Kalachuri contre le roi Jayasimha II des Chalukyas de Kalyani. Vers la fin de son règne, peu après 1042, le fils et successeur de Jayasimha, Someshvara Ier, envahit le Malwa et saccage sa capitale Dhara. Bhoja reprend le contrôle du Malwa peu après le départ de l'armée des Chalukya, mais sa défaite a amputé son royaume de la partie située entre Godavari et Narmada.
La tentative de Bhoja d'étendre son royaume vers l'est est déjouée par le roi Vidyadhara des Chandelas. Cependant, Bhoja arrive à étendre son influence sur les vassaux des Chandelas, notamment les Kachchhapaghatas de Dubkund.  Bhoja lance également une campagne contre les Kachchhapaghatas de Gwalior, peut-être dans le but ultime de prendre Kannauj, mais ses attaques sont repoussées par leur dirigeant Kirtiraja. Bhoja bat également les Chahamanas de Shakambhari et tue leur souverain Viryarama. Cependant, il est contraint de battre en retraite par les Chahamanas de Naddula. D’après les historiens musulmans médiévaux, après le sac de Somnath, Mahmoud de Ghazni change de route pour éviter la confrontation avec un roi hindou nommé Param Dev. Les historiens modernes pense que Param Dev n’est autre que Bhoja : le nom est peut-être une déformation de Paramara-Deva ou du titre de Bhoja Parameshvara-Paramabhattaraka. Bhoja a peut-être aussi fourni des troupes pour soutenir la lutte d’Anandapala (qui règne sur Kaboul) contre les Ghaznévides. Il fait peut-être aussi partie de l'alliance hindoue qui expluse les gouverneurs de Hansi, Thanesar et d'autres régions vers 1043. Au cours de la dernière année du règne de Bhoja, ou peu après sa mort, le roi Bhima Ier des Chaulukya et le roi Karna des Kalachuris attaquent son royaume.

## Liste de souverains
- Paramara, ancêtre mythique mentionné dans le mythe Agnikula
- Upendra (IXe siècle)
- Vairisimha Ier (IXe siècle), son existence est débattue par les historiens
- Siyaka Ier (IXe siècle), son existence est débattue par les historiens
- Vakpati Ier (IXe siècle) ou Xe siècle), appelé Vappairaja ou Bappiraja dans les plaques de cuivre de Harsola
- Vairisimha II (Xe siècle)
- Siyaka, officiellement Siyaka II, appelé aussi Harsha (948-972)
- Munja, officiellement Vakpati II (972-990), fils aîné de Siyaka
- Sindhuraja (990-1010), fils cadet de Siyaka
- Bhoja (1010-1055)
- Jayasimha Ier (1055-1070)
- Udayaditya (1070-1086), frère de Bhoja
- Lakshma-deva (1086-1094), fils aîné d'Udayaditya
- Naravarman (1094-1130), fils cadet d'Udayaditya
- Yashovarman (1133-1142)
- Jayavarman Ier (1142-1143)

Entre 1144 et 1174 un interrègne eut lieu, un usurpateur nommé Ballala prit le pouvoir mais fut vaincu par les Chaulukyas du Gujarat. Le royaume de Paramara resta sous la suzeraineté de Chaulukya pendant cette période.
- Vindhyavarman (1175-1194)
- Subhatavarman (1194-1209)
- Arjunavarman Ier (1210-1215)
- Devapala (1218-1239), fils de Mahakumara Harishchandra
- Jaitugideva (1239-1255), fils aîné de Devapala
- Jayavarman II (1255-1274), fils cadet de Devapala
- Arjunavarman II (XIIIe siècle)
- Bhoja II (XIIIe siècle)
- Mahlakadeva (décédé en 1305)